# Polaryzowalność

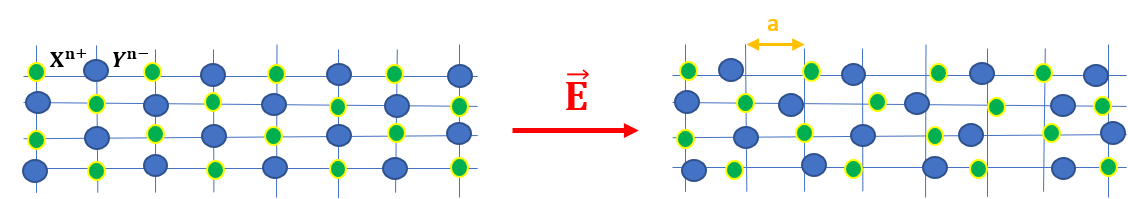
Polaryzacja kryształu pod wpływem pola zewnętrznego

Polaryzowalność – wielkość fizyczna opisująca zdolność rozkładu ładunku cząsteczki (bądź atomu) do odkształcania się pod wpływem zewnętrznego pola elektrycznego i tworzenia w ten sposób dipoli elektrycznych, co makroskopowo prowadzi do polaryzacji dielektryka.
Na ogół pod tym pojęciem rozumie się dipolową polaryzowalność elektronową opisującą pojawianie się indukowanego elektrycznego momentu dipolowego pod wpływem zewnętrznego pola elektrycznego.

## Definicja i jednostki
W substancji izotropowej polaryzowalność definiuje się jako współczynnik proporcjonalności między natężeniem zewnętrznego pola elektrycznego a indukowanym przez to pole momentem dipolowym
{\displaystyle \mu =\alpha \cdot E,}
gdzie:
{\displaystyle \alpha } – polaryzowalność,
{\displaystyle \mu } – elektryczny moment dipolowy,
{\displaystyle E} – natężenie zewnętrznego pola elektrycznego.
W ogólnym przypadku ciała mającego trwały moment dipolowy {\displaystyle \mu _{0}} zależność ta ma postać
{\displaystyle \mu =\mu _{0}+\alpha \cdot E.}

### Różne definicje polaryzowalności
Definicja polaryzowalności cząsteczkowej zależy od autora.
- W definicji:

{\displaystyle \mu =\varepsilon _{0}\cdot \alpha _{\mathrm {SI.V} }\cdot E,}
gdzie {\displaystyle \varepsilon _{0}} jest przenikalnością elektryczną próżni, {\displaystyle \mu } oraz {\displaystyle E} są w jednostkach SI, a polaryzowalność cząsteczkowa {\displaystyle \alpha _{\mathrm {SIV} }} ma wymiar objętości [m³].
- Inna definicja[2] również korzysta z jednostek SI, ale integruje {\displaystyle \varepsilon _{0}} w polaryzowalności {\displaystyle \alpha _{\mathrm {SI} }{:}}

{\displaystyle \mu =\alpha _{\mathrm {SI} }\cdot E.}
W tej drugiej definicji, polaryzowalność {\displaystyle \alpha _{\mathrm {SI} }} mierzona jest w jednostkach SI {\displaystyle \mathrm {\left[{\frac {C\cdot m^{2}}{V}}={\frac {A^{2}\cdot s^{4}}{kg}}\right]} .}
- Istnieje trzecia, najczęściej stosowana definicja[2], gdzie {\displaystyle \mu } i {\displaystyle E} są wyrażone w systemie CGS, a polaryzowalność {\displaystyle \alpha _{\mathrm {CGS.V} }} jest zdefiniowana również jako:

{\displaystyle \mu =\alpha _{\mathrm {CGS.V} }\cdot E.}
Polaryzowalność {\displaystyle \alpha _{\mathrm {CGS.V} }} w jednostkach CGS daje wymiar objętości, ale o wartości {\displaystyle 4\pi } mniejszej od pierwszej definicji. Stosuje się jednostki objętości [cm³] lub [Å³] = 10−24 [cm³].
Przeliczenia między definicjami polaryzowalności można dokonać w sposób następujący:
{\displaystyle \mathrm {{\frac {1}{4\pi }}\alpha _{SI.V}\ {\big [}m^{3}{\big ]}={\frac {10^{6}}{4\pi \varepsilon _{0}}}\alpha _{SI}\left[{\frac {C\cdot m^{2}}{V}}\right]=\alpha _{CGS.V}\ {\big [}cm^{3}{\big ]}} .}

## Polaryzowalność jako tensor
W przypadku cząsteczki indukowany moment dipolowy nie jest, w ogólności, równoległy do natężenia pola elektrycznego, dlatego też polaryzowalność nie jest wielkością skalarną, a tensorową. (Dla atomu, który jest izotropowy, polaryzowalność jest wielkością skalarną.) Gdy cząsteczka ma symetrię wielościanu foremnego, tensor ma wszystkie składowe na przekątnej równe sobie, a wszystkie składowe poza przekątną równe zero. Sytuacja taka zachodzi gdy cząsteczka ma symetrię tetraedru (jak np. metan), oktaedru (jak np. sześciofluorek siarki) lub ikosaedru (jak np. fuleren {\displaystyle \mathrm {C} _{60}}).

## Nieliniowe polaryzowalności
Dla pól o dużym natężeniu przybliżenie liniowe nie jest wystarczające, trzeba uzupełnić je o kolejne wyrazy, definiując pierwszą hiperpolaryzowalność (współczynnik przy członie kwadratowym rozwinięcia) i wyższe hiperpolaryzowalności. Właściwości te odpowiadają między innymi za zjawiska takie jak generacja drugiej harmonicznej i generacja trzeciej harmonicznej oraz efekt Kerra.

## Dyspersja polaryzowalności
W przypadku pola elektrycznego zmiennego w czasie (jak w promieniowaniu elektromagnetycznym), polaryzowalność zależy od częstości drgań pola. Efekt ten nosi nazwę dyspersji polaryzowalności.

## Polaryzowalność elektronowa
Mikroskopowo, polaryzowalność wynika przede wszystkim ze zdolności do przemieszczania się elektronów względem jąder atomów w polu elektrycznym (wkład pochodzący od przemieszczania się jąder jest niewielki). Jest ona tym większa, im słabiej są związane ze szkieletem zrębów atomowych elektrony walencyjne, mające największy wkład do polaryzowalności, czyli im bardziej są ruchliwe te elektrony w cząsteczce.
Polaryzowalność może być odnoszona do wszystkich elektronów należących do cząsteczki lub tylko do tych, które tworzą określone wiązanie chemiczne. W tym drugim przypadku polaryzowalność nie jest zdefiniowana ściśle, ale można ją traktować jako miarę zdolności wiązań chemicznych do wymuszonej polaryzacji.

## Polaryzowalność a widmo Ramana
Polaryzowalność elektronowa {\displaystyle (\alpha )} zmienia się podczas ruchów jąder, zatem jest funkcją współrzędnej normalnej drgania {\displaystyle (q){:}}
{\displaystyle \alpha =f(q),}
a także współrzędnej obrotu cząsteczki. Fakt ten ma konsekwencje w postaci pojawienia się widma rozproszeniowego Ramana, odpowiednio oscylacyjnego i rotacyjnego.

## Polaryzowalność a wielkości makroskopowe
Makroskopowo polaryzowalność wiąże się z przenikalnością elektryczną, z podatnością elektryczną, a także ze współczynnikiem załamania.